# 32型潜艇
32型常规动力弹道导弹试验潜艇（北约代号:“清级”，英文：Qing-class）是中国人民解放军海军继1965年制造入役的高尔夫级200号试验潜艇之后研制的新型导弹试验用途的潜艇，是世界最大的常规动力潜艇。巨大的指挥台围壳是因为内部容纳有贯穿艇体的大型试验舱段，能安置2枚「巨浪2」潜射洲际导弹，也有可能透过分格安装多枚巡航导弹。不过有消息指出，32型潜艇虽然表面上是以弹道导弹试验潜艇的身份出现，但是其真正的使命并非实验弹道导弹，32型潜艇的实际用途是作为一艘先进的探测器、传感器试验和探测器工程潜艇使用。
32型服役后并没有被用于试射巨浪-2弹道导弹，而是被用于埋布东海和南海的水下监听网系统和水底传感器网络。也许这些任务会从东海延续至第二岛链外。而其自身携带的各种新式传感器也完全不同于解放军现有的水下传感器体系。32型的传感器设计被认为是解放军水下探测手段的一次飞跃。

## 简介
该艇于2005年1月开始立项研制，2008年开工建造，2010年9月建成下水，2012年10月16日入列装备部队，2013年已经开始执行新型武器测试任务。